# Аргю-Десу
Аргю́-Десу́ (фр. Argut-Dessous, окс. Argut) — коммуна во Франции, находится в регионе Юг — Пиренеи. Департамент — Верхняя Гаронна. Входит в состав кантона Сен-Беа. Округ коммуны — Сен-Годенс.
Код INSEE коммуны — 31015.

## География

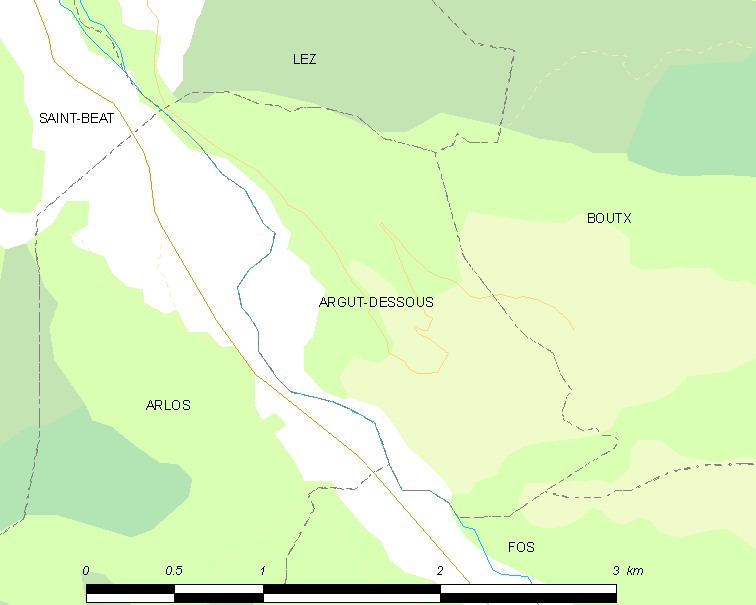
Карта коммуны

Коммуна расположена приблизительно в 680 км к югу от Парижа, в 100 км к юго-западу от Тулузы.
На западе коммуны протекает река Гаронна. Около половины территории коммуны занимают леса.

## Климат
Климат умеренно-океанический. Зима мягкая и снежная, весна характеризуется сильными дождями и грозами, лето сухое и жаркое, осень солнечная. Преобладают сильные юго-восточные и северо-западные ветры.

## Население
Население коммуны на 2010 год составляло 30 человек.
| 1962 | 1968 | 1975 | 1982 | 1990 | 1999 | 2010 |
| ---- | ---- | ---- | ---- | ---- | ---- | ---- |
| 54   | 54   | 55   | 45   | 41   | 33   | 30   |

## Администрация
| Период | Период | Фамилия    | Партия | Примечания |
| ------ | ------ | ---------- | ------ | ---------- |
| 1995   | 2014   | Пьер Сер   |        |            |
| 2014   | 2020   | Сандра Сер |        |            |

## Экономика
В 2010 году среди 21 человека трудоспособного возраста (15—64 лет) 17 были экономически активными, 4 — неактивными (показатель активности — 81,0 %, в 1999 году было 55,6 %). Из 17 активных жителей работали 12 человек (6 мужчин и 6 женщин), безработных было 5 (3 мужчин и 2 женщины). Среди 4 неактивных 1 человек был учеником или студентом, 2 — пенсионерами, 1 был неактивным по другим причинам.

## Достопримечательности
- Церковь Св. Лаврентия